# 湯姆貓和他的朋友們

前標誌，使用於2014年至2021年

湯姆貓和他的朋友們（英語：Talking Tom & Friends）是由Outfit7 Limited創建和擁有的電子遊戲系列，Outfit7 Limited是斯洛文尼亞的電子遊戲開發公司。該系列專注於各種手機遊戲，其中包含能夠重複用戶所說話語的擬人化動物角色。首款應用程式Talking Tom Cat於2010年7月推出。截至2022年6月，這些應用程式的下載次數已超過180億次。 該系列還包括各種網路系列，大多數發布於YouTube上。
該系列英文名稱曾有變動，在2014年末前稱為，在2021年初前稱為。

## 角色

### 目前角色
- 汤姆猫（Tom） – 一隻灰色條紋貓，也是該系列的主角。[2] 汤姆猫是一隻愛開玩笑、喜歡冒險的貓，被描述為「全球最受歡迎的貓」。在他的應用程式中，他是一個完全動畫化的互動3D角色，用戶可以撓癢他、戳他和與他互動。用戶還可以讓汤姆猫重複他們所說的話，但以更高的音調聲音說出。[3] 原版的會說話的湯姆貓應用程式於2010年推出，支持iOS，接著在2011年推出了我的湯姆貓2。2013年推出了我的湯姆貓應用程式，並於2018年推出了我的湯姆貓 2應用程式。
- 安吉拉（Angela） – 汤姆猫的女朋友，一隻白色的貓，喜愛旅行、唱歌、時尚和跳舞。[4][5] 安吉拉還出現在Outfit7的其他應用程式中，包括《Tom's Love Letters》、《Tom Loves Angela》、《Talking Tom Gold Run》和《Talking Tom Hero Dash》。
- 金杰猫（Ginger） – 一隻頑皮的橘色條紋小貓。[6] 在《Talking Friends》網路系列中，他是汤姆猫的侄子；在《Talking Tom & Friends》網路電視節目系列中，他是汤姆猫的鄰居。
- 狗狗本（Ben） – 一隻米色的狗，是汤姆猫的摯友。在《Talking Ben》應用程式中，他被描述為「一隻脾氣暴躁的狗和化學教授」。他喜歡發明和從事科學及技術相關的活動。[7]
- 汉克狗（Hank） – 一隻身上有藍色斑點的白色狗（右眼、尾尖和臀部各有一個斑點）。他於2014年12月隨《Talking Tom & Friends》網路系列首播而被介紹。漢克狗的興趣是觀看情景喜劇，他是汤姆猫的室友。
- 贝卡兔（Becca） – 一隻灰色的兔子，在《Talking Tom & Friends》網路系列中首次出現。她是一位有抱負的歌手，與安吉拉有相似的興趣。

### 已停用角色
- 吉娜（Gina） – 一隻長頸鹿，只出現在《Talking Gina》應用程式和《Talking Friends》網路系列中。
- 皮埃爾（Pierre） – 一隻綠色的鸚鵡，只出現在《Talking Pierre》應用程式和《Talking Friends》網路系列中。
- 拉里（Larry） – 一隻鳥，出現在包括《Talking Larry》在內的一些應用程式中。
- 圣诞老人（Santa） – 出現在包括《Talking Santa》在內的一些應用程式中。
- 小河馬寶寶（Baby Hippo） – 一隻淺紫色的河馬，出現在包括《Talking Baby Hippo》在內的一些應用程式中。
- 哈利（Harry） – 一隻刺蝟，出現在包括《Talking Harry》在內的一些應用程式中。
- 雷克斯（Rex） – 一隻恐龍，出現在包括《Talking Rex》在內的一些應用程式中。
- 羅比（Roby） – 一個金色/銀色的機器人，出現在包括《Talking Roby》在內的一些應用程式中。
- 約翰（John） – 一隻細菌，出現在包括《Talking John》在內的一些應用程式中。
- 莉拉（Lila） – 仙女，出現在包括《Talking Lila》在內的一些應用程式中。

## 遊戲

### 《會說話的湯姆貓》
《會說話的湯姆貓》 （官方名稱為《Talking Tom Cat》）是Outfit7於2010年推出的一款視頻遊戲。在這款遊戲中，主角湯姆會用高音調的聲音重複用戶所說的任何話語，並與用戶互動。

### 《會說話的吉娜》
《會說話的吉娜》是一款於2011年推出的應用程式，特點是一隻名為吉娜的長頸鹿，能與用戶互動。至2014年底，該應用程式已不再提供下載。吉娜在《Talking Friends》網路系列中出現過，但之後未再出現。

### 《會說話的拉里》
《會說話的拉里》 （官方名稱為《Talking Larry the Bird》）是一款於2010年至2013年間推出的應用程式，玩家可以與一隻名為拉里的白色鳥互動。這是拉里唯一的出現，該應用程式目前已被移除。

### 《會說話的本》
《會說話的本》 （官方名稱為《Talking Ben the Dog》）是一款於2011年推出的應用程式，用戶可以與名為本的角色互動。該角色出現在多款應用程式中，並且在每一部網路系列中均有出現。

### 《會說話的湯姆貓2》
《會說話的湯姆貓2》 （官方名稱為《Talking Tom Cat 2》）是《會說話的湯姆貓》的續集，於2011年推出。它保留了前作的大部分功能，並增加了自己的特色和改進的圖形。

### 《會說話的湯姆與本新聞台》
《會說話的湯姆與本新聞台》 （官方名稱為《Talking Tom and Ben News》）是一款於2011年推出的遊戲，其中湯姆貓和本擔任電視新聞主播，重複錄製的內容並互相開玩笑。

### 《會說話的皮埃爾》
《會說話的皮埃爾》是一款於2011年推出的視頻遊戲，用戶可以與一隻名為皮埃爾的綠色鸚鵡互動。自從推出以來，皮埃爾僅出現在《Talking Friends》網路系列中。

### 《會說話的金杰》
《會說話的金杰》是一款於2012年推出的應用程式，讓用戶與一隻名叫金杰的橙色小貓互動，並協助他準備上床睡覺。 該角色出現在多款應用程式中，以及每一部網路系列中。

### 《會說話的安吉拉》
《會說話的安吉拉》是一款於2012年推出的應用程式。曾有一場針對該應用程式的攻擊性宣傳活動，部分人士指控該應用程式由戀童癖者創建，意圖追蹤兒童，儘管未找到任何有效證據證明這些指控。

### 《會說話的金杰2》
《會說話的金杰2》 （原名《金杰的生日》）是一款於2013年推出的遊戲，特色是金杰的生日派對。用戶可以在金杰的生日派對上與他互動。該應用程式在2014年4月之前曾稱為《金杰的生日》。

### 《我的湯姆貓》
《我的湯姆貓》是一款虛擬寵物應用程式，於2013年11月14日推出，讓用戶可以照顧湯姆，隨著他的成長進行重命名和自訂。

### 《我的安吉拉》
《我的會說話的安吉拉》是一款虛擬寵物應用程式，於2014年推出，讓用戶可以照顧安吉拉，隨著她的成長進行重命名和自訂。

### 《會說話的湯姆貓摩托艇》
《會說話的湯姆摩托艇》是一款於2015年推出的遊戲，用戶可以扮演湯姆或安吉拉，騎乘摩托艇完成任務。截至2022年6月，該應用程式已不再提供。

### 《會說話的湯姆貓泡泡射擊》
《會說話的湯姆泡泡射擊》是一款於2015年推出的泡泡射擊遊戲，類似於《泡泡龍》和《泡泡龍》。截至2022年6月，該應用程式已不再提供。

### 《會說話的湯姆金幣賽跑》
《會說話的湯姆金幣賽跑》是一款於2016年推出的無盡跑酷遊戲，玩家可以選擇湯姆、安吉拉、本、漢克或金杰作為角色，追逐搶劫犯並收集金條。

### 《會說話的漢克：島嶼》
《會說話的漢克》是一款於2016年推出的虛擬寵物遊戲，玩家可以照顧漢克。《我的：會說話的漢克：島嶼》是其重新推出版本，於2024年發布。

### 《會說話的安吉拉彩色消除》
《會說話的安吉拉彩色消除》是一款於2017年推出的三消遊戲。截至2022年6月，該應用程式已不再提供。

### 《會說話的湯姆營地》
《會說話的湯姆營地》是一款於2017年推出的策略遊戲，玩家在遊戲中建立營地並攻擊敵方營地。截至2022年6月，由於停運，該應用程式已不再提供。

### 《會說話的湯姆水上樂園》
《會說話的湯姆水上樂園》是一款於2017年推出的遊戲，玩家可以在遊戲中建造水上樂園。截至2022年6月，該應用程式已不再提供。

### 《會說話的湯姆水上摩托2》
《會說話的湯姆水上摩托2》是一款於2018年推出的水上摩托賽車遊戲。其遊戲機制與《會說話的湯姆水上摩托》不同。截至2023年，該應用程式在Google Play商店中已不再提供。

### 《會說話的湯姆糖果賽跑》
《會說話的湯姆糖果賽跑》是一款於2018年推出的無盡跑酷遊戲。截至2023年，該應用程式在Google Play商店中已不再提供。

### 《會說話的湯姆蛋糕跳躍》
《會說話的湯姆蛋糕跳躍》是一款於2018年推出的無盡跳躍遊戲。截至2022年6月，該應用程式已不再提供。

### 《會說話的湯姆跳躍》
《會說話的湯姆跳躍》是第二款於2018年推出的無盡跳躍遊戲。截至2022年6月，該應用程式已不再提供。

### 《我的的湯姆貓2》
《我的湯姆貓2》是一款於2018年推出的虛擬寵物遊戲，是《我的：會說話的湯姆》的續集。

### 《會說話的湯姆趣味嘉年華》
《會說話的湯姆趣味嘉年華》是一款於2019年推出的三消遊戲，玩家在遊戲中重建一個廢棄的遊樂園。截至2022年6月，該應用程式已被Outfit7移除。

### 《會說話的湯姆英雄衝刺》
《會說話的湯姆英雄衝刺》是一款於2019年推出的無盡跑酷遊戲，類似於《會說話的湯姆金幣賽跑》，角色是超級英雄。

### 《會說話的湯姆水槍部隊》
《會說話的湯姆水槍部隊》是一款遊戲，玩家使用水球攻擊罪犯。

### 《會說話的湯姆貓和她的朋友們》
《會說話的湯姆貓和她的朋友們》是一款遊戲，玩家最初照顧湯姆，隨後會有安吉拉、漢克、金杰、狗狗本和貝卡等角色加入。該遊戲於2020年2月進行軟啟動，並於2020年6月11日全球發佈。

### 《我的安吉拉2》
《我的安吉拉2》是一款虛擬寵物應用程式，於2021年春季推出。它是《我的：會說話的安吉拉》的續集。

### 《會說話的湯姆時間衝刺》
《會說話的湯姆時間衝刺》是一款於2021年推出的無盡跑酷遊戲。

### 《會說話的湯姆爆破公園》
《會說話的湯姆爆破公園》是一款射擊遊戲，於2023年推出，玩家可以用湯姆、安吉拉、漢克、湯姆的新寵物斯奎克、狗狗本、貝卡和金杰來射擊Roy。當玩家安裝此遊戲時，遊戲會顯示部分角色（安吉拉、漢克、斯奎克、貝卡、狗狗本和金杰）將在贏得勝利後解鎖。截至2023年4月，此遊戲僅在有限的幾個國家提供。

### 《會說話的本AI》
《會說話的本AI》以本為AI助手，利用AI回應用戶的查詢。它於2023年8月29日在南非的Android平台上進行軟啟動。

## 網路節目
| 劇集                         | 季數   | 集数   | 集数   | 首播日期       | 首播日期       |
| 劇集                         | 季數   | 集数   | 集数   | 首映           | 季终           |
| ---------------------------- | ------ | ------ | ------ | -------------- | -------------- |
| Talking Friends (web series) | 1      | 10     | 10     | 2012年6月8日   | 2012年8月31日  |
| 湯姆貓短片                   | 1      | 47     | 47     | 2014年3月13日  | 2018年10月24日 |
| 湯姆貓短片                   | 2      | 55     | 13     | 2019年7月18日  | 2020年7月23日  |
| 湯姆貓短片                   | 2      | 55     | 42     | 2020年8月20日  | 2023年8月10日  |
| 湯姆貓短片                   | 3      | 待定   | 待定   | 2023年9月7日   | 待定           |
| 湯姆貓短片                   | 特別篇 | 特別篇 | 特別篇 | 2023年5月18日  | 2023年5月18日  |
| 湯姆貓和他的朋友們           | 試播集 | 試播集 | 試播集 | 2014年12月23日 | 2014年12月23日 |
| 湯姆貓和他的朋友們           | 1      | 51     | 51     | 2015年4月30日  | 2016年12月22日 |
| 湯姆貓和他的朋友們           | 2      | 26     | 26     | 2017年6月15日  | 2018年3月8日   |
| 湯姆貓和他的朋友們           | 3      | 26     | 26     | 2018年5月10日  | 2018年12月27日 |
| 湯姆貓和他的朋友們           | 4      | 26     | 26     | 2019年5月16日  | 2020年3月27日  |
| 湯姆貓和他的朋友們           | 5      | 26     | 26     | 2020年5月8日   | 2021年12月24日 |
| 湯姆貓和他的朋友們           | 微集   | 8      | 8      | 2015年2月5日   | 2016年2月4日   |
| 湯姆貓和他的朋友們迷你劇     | 1      | 59     | 59     | 2016年3月3日   | 2018年7月4日   |
| 湯姆貓英雄                   | 1      | 52     | 52     | 2019年4月26日  | 2021年12月16日 |

### 會說話的朋友
會說話的朋友是《湯姆貓和他的朋友們》系列的首部動畫網路劇。該劇由迪士尼互動影業製作，於2012年6月8日至8月31日在YouTube上播放，共10集。

### 湯姆貓和他的朋友們
Outfit7於2014年12月推出了一部名為《湯姆貓和他的朋友們》的動畫系列，該系列以湯姆貓和他的朋友們的搞笑冒險為基礎。節目的前三季由奧地利動畫工作室ARX Anima製作，第4季和第5季則由西班牙動畫工作室People Moving Pixels製作。

### 湯姆貓短片
《湯姆貓短片》是一部由Outfit7發行的持續更新的網路系列，基於《我的湯姆貓》系列。該節目圍繞湯姆、賓、安吉拉、金杰和漢克的生活。與電視劇不同的是，該系列中的角色沒有對話，並且廣泛使用滑稽喜劇。目前該節目可在YouTube上觀看。

### 系列概覽
| 季        | 基於遊戲         | 集数 | 集数 | 首播日期       | 首播日期       |
| 季        | 基於遊戲         | 集数 | 集数 | 首映           | 季终           |
| --------- | ---------------- | ---- | ---- | -------------- | -------------- |
| 1         | 我的湯姆貓       | 47   | 47   | 2014年3月13日  | 2018年10月24日 |
| 第2季前集 | 我的湯姆貓       | 9    | 2    | 2015年10月22日 | 2018年12月5日  |
| 第2季前集 | 我的湯姆貓2      | 9    | 7    | 2018年11月8日  | 2019年2月21日  |
| 2         | 我的湯姆貓2      | 55   | 13   | 2019年7月18日  | 2020年7月23日  |
| 2         | 我的湯姆貓朋友們 | 55   | 42   | 2020年8月20日  | 2023年7月23日  |
| 3         | 我的湯姆貓朋友們 | 待定 | 待定 | 2023年9月7日   | 待定           |
| 特別篇    | 我的湯姆貓朋友們 | 1    | 1    | 2023年5月18日  | 2023年5月18日  |

### 湯姆貓英雄：突然超級
《湯姆貓英雄：突然超級》是Outfit7與Epic Story Media合作製作的即將推出的CGI動畫系列。Epic Story Media曾參與製作《Slugterra》和《Pocoyo》等其他電視節目。該系列於2021年7月9日宣布製作，將描繪角色們在擔任超級英雄的同時，如何保持平民身份的故事。

## 其他媒體
《湯姆貓和他的朋友們》系列擴展至應用程式和動畫系列之外的媒體。該系列還銷售品牌周邊商品和音樂影片。
湯姆貓和安吉拉的音樂影片《You Get Me》，由華特迪士尼唱片合作製作，截至2020年3月已在YouTube上獲得超過3.5億次觀看。 安吉拉也錄製了她的首支單曲《That's Falling in Love》。 湯姆貓和安吉拉演唱的《Stand By Me》，改編自Ben E. King的同名歌曲，截至2021年3月已獲得5400萬次觀看。
《湯姆貓和他的朋友們》於2012年推出了一系列名為“Superstar”的互動玩具。這些毛絨玩具能與多個《湯姆貓和他的朋友們》應用程式以及彼此進行互動，使用語音識別系統。 該系列現已停產。
根據《湯姆貓和他的朋友們》系列改編的真人動畫長片於2014年10月進入開發階段，由Brad Fischer、James Vanderbilt和William Sherak製作，電影由Mythology Entertainment製作。 2018年10月，Jean-Julien Baronnet（曾參與製作《Rabbids Invasion》電視系列和《Assassin's Creed》電影）被確定為電影製作人。 截至2019年10月，該電影仍在劇本階段，製作團隊仍在探索其樣貌和故事情節。

## 反響
《我的湯姆貓》在推出後10天內的下載量超過1100萬次，並在全球135個國家中成為最受歡迎的遊戲應用程式。
截至2022年5月，《湯姆貓和他的朋友們》的YouTube頻道擁有超過1480萬訂閱者，觀看次數達到61億次。
截至2022年6月，該系列的應用程式下載量已超過180億次。

## 獎項與榮譽
《我的湯姆貓》應用程式於2014年獲得了「最佳iPad遊戲：兒童、教育與家庭」的Tabby Awards獎項，該獎項為全球最佳平板應用程式的競賽。
《我的湯姆貓》還在2014年Tabby Awards用戶選擇獎中，分別獲得了「最佳iPad遊戲：兒童、教育與家庭」和「最佳Android遊戲：益智、卡牌與家庭」兩個類別的獎項。
《湯姆貓和他的朋友們》電視系列於2016年獲得了Cablefax Awards「最佳動畫系列」獎。

## 註解
1. ↑  僅限Apple App Store。